# Academy of St Martin in the Fields

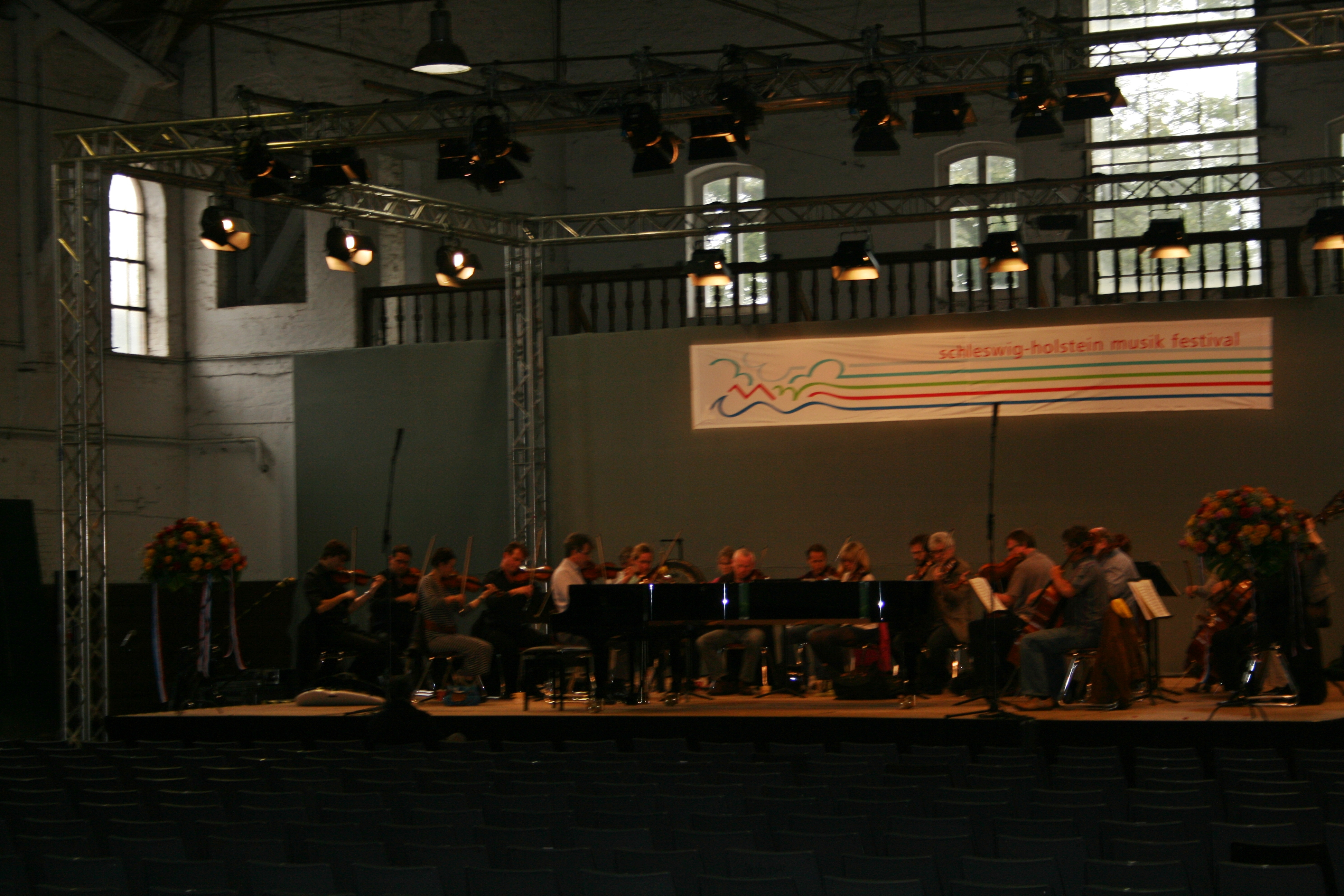
Die Academy of St Martin in the Fields beim SHMF 2011

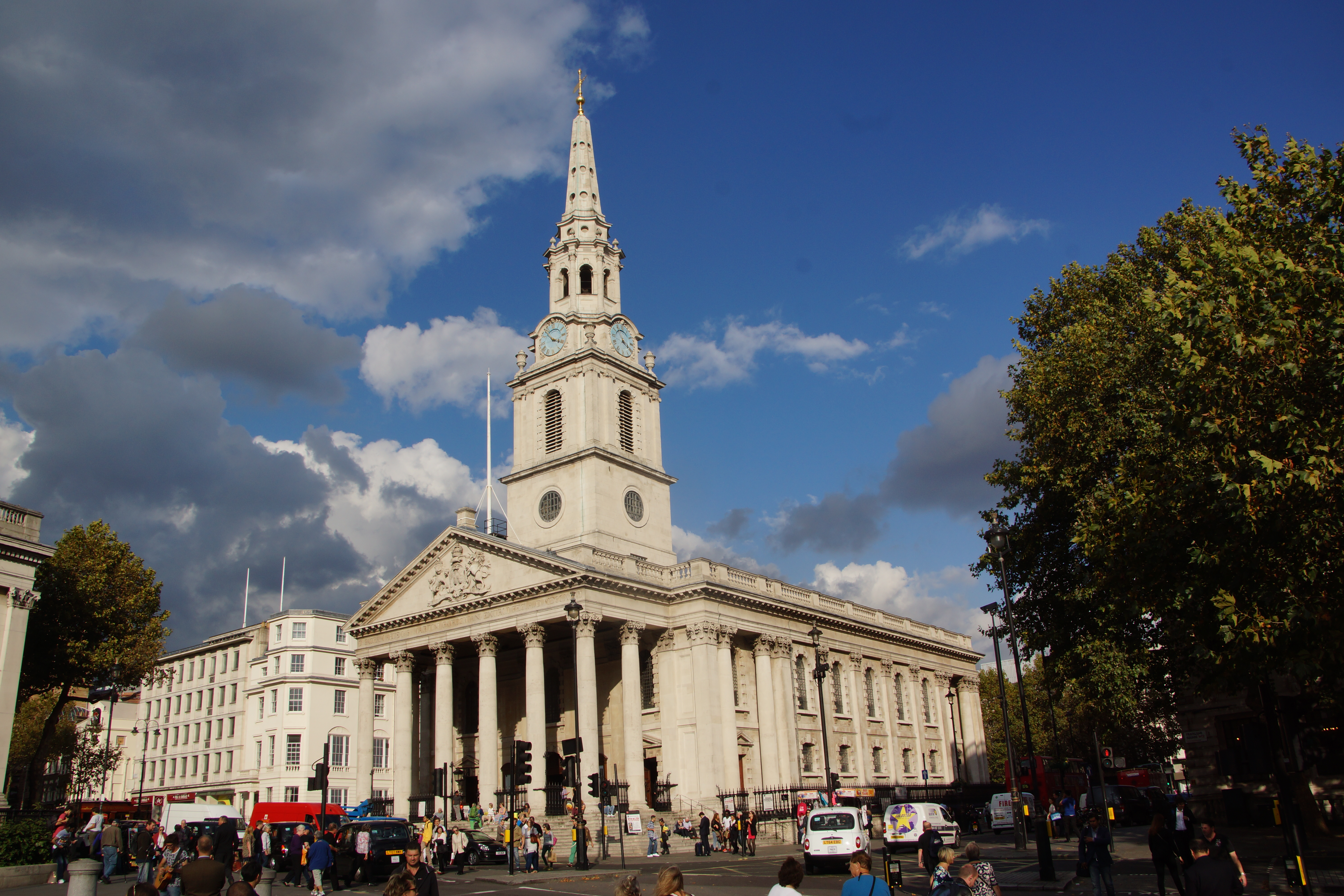
Die Kirche St Martin-in-the-Fields in London, im Oktober 2014

Die Academy of St Martin in the Fields (auch: Academy of St.-Martin-in-the-Fields, abgekürzt: ASMF) ist eines der bekanntesten auf Barockmusik und Wiener Klassik spezialisierten Kammerorchester, das auf modernen Instrumenten spielt. Es ist nach der Kirche St Martin-in-the-Fields in London benannt, in der es anfangs auftrat.

## Geschichte
Sir Neville Marriner gründete das Orchester im Jahre 1958. Anfangs war es ein reines Streichorchester aus Mitgliedern der großen Londoner Orchester, die während der Sommerpause Barockmusik in nicht-romantisierender Weise ohne Dirigent spielten. Bald kamen Bläser hinzu, und Marriner übernahm die Funktion des Dirigenten. Ab Mitte der 1960er-Jahre entstanden unter seiner Leitung zahlreiche Aufnahmen mit Barockmusik; es entstand ein ständiges Orchester mit festen Mitgliedern. Ab Mitte der 1970er-Jahre übernahmen auch häufiger die Konzertmeisterin Iona Brown und später der Konzertmeister Kenneth Sillito die Leitung. Seit dem Jahr 2000 ist Murray Perahia erster Gastdirigent (Principal Guest Conductor), seit der Spielzeit 2011/12 der US-amerikanische Violinist Joshua Bell musikalischer Direktor.
Die Vormachtstellung des Orchesters mit seinen modernen Instrumenten endete mit der auftretenden Beliebtheit der Aufführung auf historischen Instrumenten Anfang der 1980er Jahre, obwohl bereits in den 1950er-Jahren Nikolaus Harnoncourt Aufführungen  auf Originalinstrumenten durchführte. Das derzeit 63-köpfige Orchester spielt mit einigen Zusatzspielern heute auch romantisches und zeitgenössisches Repertoire. Außerdem existiert seit 1975 ein Chor, der regelmäßig bei Fernsehübertragungen der UEFA Champions League mit einer Aufnahme der Champions-League-Hymne von 1992 zu hören ist.
Der Stil der ASMF in der Barockmusik war maßstabsetzend und ist leicht erkennbar in seiner großen Vitalität und rhythmischen Pointiertheit. Es gelang eine Synthese aus modernen Instrumenten mit dem Klangideal und der Spielart, die idiomatisch für alte Werke sind.
Die ASMF ist mit über 500 Aufnahmen das am meisten aufgenommene Kammerorchester überhaupt. Besonders hohe Auflagen erzielten auch die Filmmusiken zu Amadeus, Der englische Patient und Titanic. Im Frühjahr 2020 war das Orchester auf Tournee in Europa mit Fazıl Say.